# Blackout Problems
Blackout Problems ist eine 2005 gegründete Alternative-Rock-Band aus Kössen / München.

## Geschichte
Blackout Problems wurden 2005 von Mario Radetzky und Marcus Schwarzbach gegründet. Nach einigen EPs und Tourneen mit Bands wie Massendefekt und Heisskalt erschien 2016 das Debütalbum Holy über das eigene Label Munich Warehouse und dem Vertrieb Uncle M. Das Stück One wurde als erster Titel als Video umgesetzt. Holy stieg auf Platz 57 der deutschen Album-Charts ein. Nathan Gray von der Band Boysetsfire ist als Gastsänger vertreten. Die erste Auflage des Albums war bereits kurz nach der Veröffentlichung ausverkauft, weshalb es seit Sommer 2016 eine zweite Auflage gibt. Im Anschluss daran folgten Auftritte in der ProSieben-Sendung Circus HalliGalli und bei der Puls Startrampe.

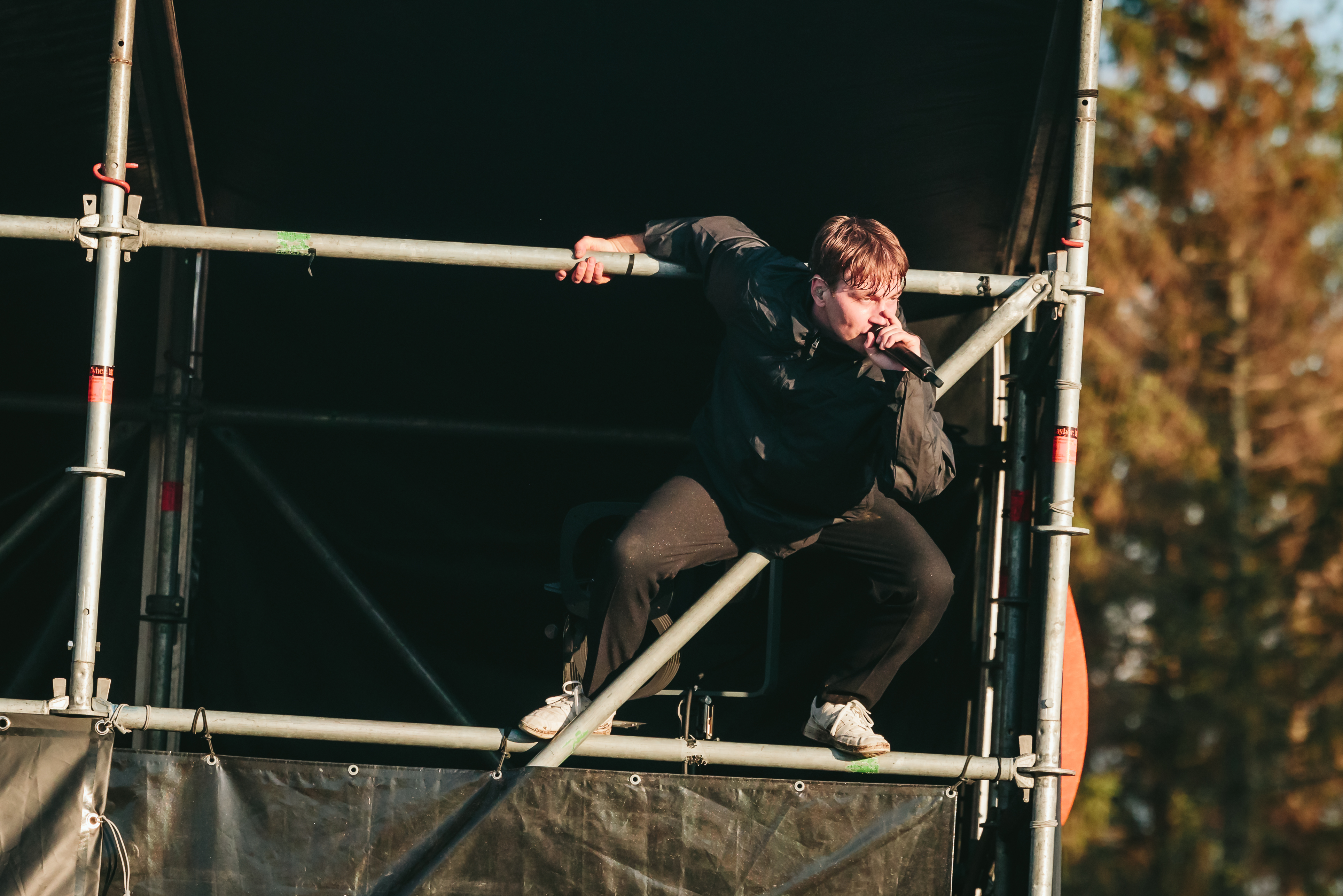
Blackout Problems auf dem Rocken am Brocken 2023

Im Sommer 2016 spielten Blackout Problems unter anderem auf den Festivals Open Flair, Rocken am Brocken und dem Mini-Rock-Festival. Daraufhin spielte die Band als Support für Apologies, I Have None auf deren Europatour. Am 15. Juni 2018 erschien das in Eigenregie entstandene zweite Album Kaos, ebenfalls über das eigene Label Munich Warehouse und Cargo Records. Wie auch beim ersten Album wurde es von Philipp Koch produziert. Dieses Album wurde auch in einer Limitierten Deluxe Edition veröffentlicht, diese enthielt neben dem Album auch eine Bonus-CD namens KAOX auf der Künstler wie zum Beispiel Florian Weber, die Leoniden oder Dave Hause ein Feature zu einem Song aufgenommen.
Exklusiv zur Plattenladenwoche 2018 veröffentlichten sie am 12. Oktober 2018, zusammen mit Heisskalt, eine Split. Diese konnte man in diversen Plattenläden, im Munich Warehouse und im Online-Shop der Band Heisskalt als 7"-Single kaufen. Am 15. Januar 2021 erschien das dritte Album Dark. Am 5. Juni 2022 trat die Band beim Schlossgrabenfest Darmstadt auf. Von 2022 bis 2024 wurden Blackout Problems am Schlagzeug durch Marius Bornmann der Band Heisskalt unterstützt.
Im März 2023 traten sie auf dem Globalen Klimastreik von Fridays for Future in München auf.
Im Laufe des Jahres 2023 spielte Blackout Problems zwei Tourneen im Vereinigen Königreich und auf dem europäischen Festland zusammen mit der britischen Post-Hardcore Band Enter Shikari. Eine weitere Tour zusammen mit den Briten folgt im Frühling 2024, unterstützt von der amerikanischen Hardcore-Punk-Band FEVER 333.
Am 19. Oktober 2023 kündigte Blackout Problems ihr viertes Studioalbum Riot an und veröffentlichten die erste Singleauskopplung Puzzle.
Fünf Wochen später folgte die zweite Single GLOFS zusammen mit Rou Reynolds. RIOT erschien am 23. Februar 2024 und stieg auf Platz 5 der deutschen Albumcharts ein. Gefolgt wurde Riot durch eine Deluxe-Version am 23. August 2024, welche 15 statt elf Lieder beinhaltet.
Im Sommer 2024 spielten sie zum zweiten Mal bei Rock am Ring und Rock im Park.
Außerdem kündigten sie im Februar 2024 die Riot-Tour für Herbst 2024 mit Lake Malice und Sperling an.
Am 26. September 2024 erschien eine Single namens Quicker Than Death mit Lake Malice.
Am 23. Juni 2025 spielten sie auf den Hurricane Festival.
Im Februar kündigten sie eine Tour für den Herbst 2025 an.

## Diskografie

### Alben
| Jahr | Titel Musiklabel                   | Höchstplatzierung, Gesamtwochen, AuszeichnungChartsChartplatzierungen (Jahr, Titel, Musiklabel, Platzierungen, Wochen, Auszeichnungen, Anmerkungen) | Anmerkungen                            |
| Jahr | Titel Musiklabel                   | DE | Anmerkungen                            |
| ---- | ---------------------------------- | --- | -------------------------------------- |
| 2012 | Life My Redemption Records         | — | Erstveröffentlichung: 2012             |
| 2016 | Holy Munich Warehouse              | DE57 (1 Wo.)DE | Erstveröffentlichung: 5. Februar 2016  |
| 2018 | Kaos Munich Warehouse              | DE25 (1 Wo.)DE | Erstveröffentlichung: 15. Juni 2018    |
| 2021 | Dark RCA Records, Munich Warehouse | DE12 (1 Wo.)DE | Erstveröffentlichung: 15. Januar 2021  |
| 2024 | Riot RCA Records, Munich Warehouse | DE5 (1 Wo.)DE | Erstveröffentlichung: 23. Februar 2024 |

### EPs
- 2013: Twentyfourseven
- 2014: Gods

### Split
- 2018: Split (mit Heisskalt)

### Singles
- 2014: Home
- 2014: The City Won’t Sleep Tonight
- 2015: How Should I Know
- 2015: One
- 2015: Follow Me
- 2016: Boys Without a Home
- 2016: Hold On
- 2017: Off/On
- 2018: Kaos
- 2018: Difference
- 2018: Kontrol
- 2018: Limit
- 2019: Sorry
- 2020: Murderer
- 2020: Dark
- 2020: Brother
- 2020: Lady Earth
- 2020: House on Fire
- 2021: Germany, Germany
- 2023: Puzzle
- 2023: Funeral
- 2023: Glofs (feat. Rou Reynolds)
- 2024: Stash
- 2024: Whales